# AI-5 (banda)
AI-5 foi uma das primeiras bandas de punk rock brasileiras, tendo sido formada em São Paulo em 1978.

## História
Tendo como principal integrante o baixista e letrista Sid (Walson), que já havia arrastado o vocalista Ratto de sua antiga ex-banda punk, Kaus, criada no final de 77, o AI-5 era o punk rock em seu estado musical cru, com a união de Syd e Ratto e com anúncios colocados na loja Wop-Bop, se juntaram ao guitarrista Fausto e o baterista Luiz, com um som mais estético e debochado, pois além de estarem na última moda europeia em termos de visual punk, sua música estava inserida na nova proposta musical, que era muito diferente das bandas punks brasileiras da época. Isso ocorreu pelo fato de Sid trabalhar na Wop Bop Discos, a primeira loja brasileira a importar disco de bandas punks europeias, o que fazia com que ele estivesse em sintonia com a música punk feita por lá.
O nome AI-5 remetia ao famigerado Ato Institucional Nº 5, criado pela ditadura militar e que consistia principalmente de uma medida para calar os detratores do sistema vigente. Esse nome era pesado demais para a situação do país na época, e mesmo sendo uma banda com propostas políticas de todas as espécie, só pelo fato de estarem usando esse nome poderiam sofrer, a qualquer momento, alguma represália do governo militar, e por nunca abandonarem esse nome já os obrigava os membros da banda a ocultar seu nome de banda em cartazes e shows que fariam pela periferia de São Paulo.
Participou, junto com a banda Restos de Nada, do primeiro show de punk rock em São Paulo, num porão de uma padaria abandonada, no Jardim Colorado, zona leste da capital, promovido por Kid Vinil, na época radialista da rádio Excelsior.
A música mais conhecida da banda era "John Travolta", composta por Sid/Ratto/Fausto  que criticavam os novos ídolos pop que apareciam na mídia como John Travolta e Rita Lee. Era o tempo da disco music, com suas discotecas ditando a moda da época e também de uma MPB que se tornava mais pop e descomprometida, ao invés do engajamento político de anos anteriores, e a música fazia uma sátira sobre a massificação feita pela mídia sobre esses estilos musicais.
A banda acabou em 1979, e apesar de terem feito uma unica fita demo caseira no carnaval de 1980 de curta duração e de não haver um registro fonográfico de boa qualidade, "John Travolta" se tornou um hino cult do começo do punk no Brasil, sendo gravada em 1995 pela banda Ratos de Porão no seu álbum Feijoada Acidente? e fazendo parte da trilha sonora do documentário Botinada: a Origem do Punk no Brasil de 2006.

## Discografia

### Compilações
- Botinada: a Origem do Punk no Brasil (CD, 2006, ST2)